# Mátraderecske, Heves
Mátraderecske  este un sat în districtul Pétervására, județul Heves, Ungaria, având o populație de 2.035 de locuitori (2011). 

## Demografie
Componența etnică a satului Mátraderecske
     Maghiari (88,47%)
     Romi (11,38%)
     Germani (0,15%)
Componența confesională a satului Mátraderecske
     Romano-catolici (66,04%)
     Fără religie (8,3%)
     Reformați (3%)
     Necunoscută (21,33%)
     Alte religii (1,97%)
Conform recensământului din 2011, satul Mátraderecske avea 2.035 de locuitori. Din punct de vedere etnic, majoritatea locuitorilor (88,47%) erau maghiari, cu o minoritate de romi (11,38%).  Din punct de vedere confesional, majoritatea locuitorilor (66,04%) erau romano-catolici, existând și minorități de persoane fără religie (8,3%) și reformați (3,0%). Pentru 21,33% din locuitori nu este cunoscută apartenența confesională.